# Funeral budista
En el budismo, la muerte constituye el segundo bardo (etapa, en español) (del proceso de morir y de la muerte en sí) posterior al de la vida y predecesor de los episodios dharmata (renacer) y del momento del devenir (reencarnación o iluminación) que son las cuatro etapas de las que dura cada reencarnación. 
Entre los budistas, la muerte tiene un gran significado, tanto para el difunto como para los supervivientes. Para el difunto marca el momento en el que la transición hace comenzar un nuevo modo de existencia en la rueda negativa de reencarnaciones (Samsara). Cuando la muerte ocurre, todas las fuerzas kármicas que el difunto acumuló durante el curso de su vida se activan para determinar la nueva forma en la que va a renacer. Para los vivos, la muerte es un recordatorio poderoso de la enseñanza acerca de la impermanencia.

## En la escuela mahayana
En China se realizan numerosas ceremonias de transferencia de méritos durante los cuarenta y nueve días entre la muerte y el renacimiento. Se recita el Amitabha Sutra, y el nombre de Amitābha ocupa una importante parte de la ceremonia.